# Oksana Yushko
Oksana Yushko née en 1975 à Kharkov (Ukraine) est une photographe et artiste visuelle qui vit et travaille à Moscou.

## Biographie
Orsaka Yushko est née d'un père ukrainien et d'une mère russe. 
Elle a une formation scientifique en mathématiques et informatique[réf. souhaitée]. Mais elle choisit la photographie et, en 2006, travaille comme journaliste professionnelle[réf. souhaitée].
À l'occasion d'un séminaire (organisé par Objective Reality Foundation) destiné à de jeunes photographes, elle rencontre Maria Morina et Olga Kravets. Toutes trois déjà photographes, elles décident de créer le premier collectif de photographes en Russie : Verso[réf. souhaitée]. Elles réalisent le projet Grozny, neuf villes.
Oksana Yushko travaille  sur des projets  liés aux pays de l’espace post-soviétique (en particulier la Tchétchénie et l'Ukraine)[réf. souhaitée]. Son approche est celle du journalisme, de la sociologie et de l'anthropologie. Elle ajoute à son travail de photographe, la vidéo et l’installation.

## Travaux,  expositions, Publications

### Expositions
- 2018 : les Rencontres d'Arles, exposition Grozny: Neuf villes, Arles.
- 2018 : Exposition Beyond91 - Portrait de la Perestroïka, Berlin, Allemagne
- 2017 : Exposition Je veux croire, Musée de la photographie de Metenkov, Ekaterinbourg, Russie
- 2016 : Les Rencontres d'Arles, projection du projet Graduates, Arles.
- 2016 : Exposition La ville des routes, galerie Fotografika, Saint-Pétersbourg, Russie
- 2015 : Fotoquai, exposition du projet 'Graduates', Musée du quai Branly, Paris.
- 2014 : Les Rencontres d'Arles, projection du projet Balaklava: l'histoire perdue, Arles.

### Livre
- Grozny, neuf villes (co-auteurs :  Olga Kravets, Maria Morina, Oksana Yushko, Anna Shpakova) 2018 ed. Filigranes

136 p. contient 185 photographies en couleurs. 

### Publications
Ses photos sont publiées dans différents magazines et journaux : Russian Reporter, Expert, Russian Newsweek, Ogoniok, Kommersant, Foto&Video, The St.Petersburg Times, The New York Times, le Guardian (Royaume-Uni), Stern (Allemagne), Mare (Allemagne), Le Point, La Vanguardia (Espagne), Helsingin Sanomat (Finlande), RearViewMirror (Italie), VISION, Le Monde. 

## Récompenses
- Prix d’Excellence au Concours National Press Photographers Association (NPPA) en 2015,
- Prix Bayeux Calvados-Normandie des correspondants de guerre pour le Journalisme Web en 2014[4].
- Lauréate du concours de Conscientious Portfolio 2010. À propos de son travail Susanna Brown, membre du jury écrit: "Le projet Kenozero Dreams d'Oksana Yushko révèle à la fois la beauté et la banalité de la vie pour les habitants de Kenozero en Russie du Nord. Nous entrevoyons un lieu resté relativement inchangé depuis des décennies et une atmosphère de nostalgie, d'attente"[5].
- En 2017 elle reçoit (avec Olga Kravets, Maria Morina et Anna Shpakova) le Dummy Book Award pour Grozny: Nine Cities[6].
- Bourse BURN Magazine EPF en 2013[7].